# Abra (provincie)
Abra is een provincie van de Filipijnen in het noorden van het eiland Luzon. De provincie maakt deel uit van regio CAR (Cordillera Administrative Region). De hoofdstad van de provincie is de gemeente Bangued. Bij de census van 2020 telde de provincie bijna 251 duizend inwoners.

## Geschiedenis
De eerste inwoners van Abra waren voorouders van de Bontoc en de Ifugao. Deze mensen trokken uiteindelijk verder om zich te vestigen in Mountain Province. Andere vroege inwoners van het gebied waren de Tigguians (ook wel: Itnegs).
Vanaf 1598 beschermde een garnizoen Spaanse soldaten, gelegerd in Bangued de Ilocano, die bekeerd waren tot het christendom, van de aanvallen van de Tingguians.
In 1818 was de Ilocos regio (waar Abra onderdeel van uitmaakte) verdeeld in Ilocos Norte en Ilocos Sur. In 1846 ontstond Abra, als een eigen provincie met Lepanto als subprovincie. Dat bleef zo totdat de Amerikanen de heerschappij over de Filipijnen overnamen in 1899.
In 1908 besloot de Philippine Commission dat de provincie bij Ilocos Sur gevoegd diende te worden, omdat de financiën niet op orde waren. Op 9 maart 1917 besloot de Philippine Assembly echter dat Abra weer een eigen provincie zou worden.
In 1987 werd de regio Cordillera Administrative Region gecreëerd, waarbij deze regio een grotere mate van autonomie als de overige regio's kreeg toebedeeld. Abra werd een onderdeel van deze regio samen met vijf andere provincies.

## Mensen en Cultuur

### Bevolkingsgroepen
De inwoners van Abra zijn meestal afstammelingen van de Ilocano en leden van de Tingguian stam.

### Talen
Bijna driekwart van de inwoners spreekt Ilocano en een kwart spreekt Tingguian. Daarnaast wordt door een enkeling ook wel Tagalog, of een van de andere Filipijnse talen gesprokenen.

## Geografie

### Topografie en landschap
Abra ligt in Noord-Luzon midden tussen de provincies Ilocos Norte, Apayao, Kalinga
Mountain Province en Ilocos Sur. De provincie wordt ingesloten door hoge bergketens in het westen en de Cordillera Central in het oosten. Het terrein is erg ruig en onherbergzaam. Door de vlaktes heen loopt de rivier de Abra, die vanaf Mount Data in Mountain Province in het zuiden naar het noorden toe stroomt.

### Bestuurlijke indeling
Abra bestaat uit de volgende 27 gemeenten.
| - Bangued - Boliney - Bucay - Bucloc - Daguioman - Danglas - Dolores - La Paz - Lacub | - Lagangilang - Lagayan - Langiden - Licuan-Baay - Luba - Malibcong - Manabo - Peñarrubia - Pidigan | - Pilar - Sallapadan - San Isidro - San Juan - San Quintin - Tayum - Tineg - Tubo - Villaviciosa |

Deze gemeenten zijn weer verder onderverdeeld in 303 barangays.

### Klimaat
De regenval in Abra kan worden ingedeeld in type I. Dat wil zeggen dat er twee goed te onderscheiden seizoenen zijn. Het is er droog van november tot en met april en nat gedurende de rest van het jaar.

### Bevolkingsgroei
Abra had bij de census van 2020 een inwoneraantal van 250.985 mensen. Dit waren 9.825 mensen (4,07%) meer dan bij de vorige census van 2015. Ten opzichte van de census van 2000 was het aantal inwoners gegroeid met 41.494 mensen (19,81%). De gemiddelde jaarlijkse groei in die periode kwam daarmee uit op 0,91%, hetgeen lager was dan het landelijk jaarlijks gemiddelde over deze periode (1,79%).

De bevolkingsdichtheid van Abra was ten tijde van de laatste census, met 250.985 inwoners op 4165,25 km², 57,9 mensen per km².

## Economie
De economie van Abra is net als dat van vele provincie in de Filipijnen grotendeels afhankelijk van de landbouw. Belangrijke producten zijn: rijst, graan en diverse wortelgewassen. Ook wordt wel koffie, kokosnoot en tabak en geproduceerd. Daarnaast komt ook veeteelt voor op de uitgestrekte grasvlakten.
Abra is een arme provincie. Uit cijfers van de National Statistical Coordination Board (NSCB) uit het jaar 2003 blijkt dat 50,2% (14.654 mensen) onder de armoedegrens leefde. In het jaar 2000 was dit nog 57,6%. Daarmee staat Abra 18de op de lijst van provincies met de meeste mensen onder de armoedegrens. Van alle 79 provincies staat Abra 20e op de lijst van provincies met de ergste armoede.

## Geboren in Abra
- Ignacio Villamor (1 februari 1863), advocaat, rechter, bestuurder (overleden 1933);
- Juan Villamor (23 november 1864), politicus (overleden ?);
- Blas Villamor (16 april 1870), politicus (overleden ?);
- Julio Borbon (19 juli 1879), politicus (overleden ?);
- Quintin Paredes (9 september 1884), advocaat en politicus (overleden 1973);
- Jesus Villamor (7 november 1914), gevechtsvlieger en oorlogsheld (overleden 1971);
- Mike Bigornia (16 mei 1950), dichter, publicist en vertaler (overleden 2001);
- Lucas Bersamin (18 oktober 1949), opperrechter van het Hooggerechtshof van de Filipijnen en kabinetslid.